# Dommiers
Dommiers es una comuna francesa, situada en el departamento de Aisne, de la región de Alta Francia.

## Geografía
Dommiers está situada a 10 km al suroeste de Soissons.

## Demografía
| 284 | 260 | 258 | 221 | 252 | 279 | 288 | 289 |
| Para los censos de 1962 a 1999 la población legal corresponde a la población sin duplicidades (Fuente: INSEE [Consultar]) |     |     |     |     |     |     |     |